# 이철 (1903년)
이철(李哲, 일본식 이름: 靑山 哲 아오야마 히카리, 1903년 6월 9일 ~ 1944년 6월 20일)은 일제강점기의 기업인, 음악가, 작사가, 작곡가, 색소포니스트 겸 트럼페터로, 한국 음반사업과 연예사업의 선구자이다. 아명(兒名)은 이억길(李億吉)이다. 연희전문학교 재학 중 현영운의 차녀였던 현송자와의 불륜관계로 위기를 맞았으나, 현송자의 인맥으로 음반사업에 뛰어들면서 성공하였다. 본관은 전주이고 충청남도 출신이다.

## 생애

### 불우한 초년
충청남도 공주에서 출생한 그는 19세에 아버지를 여의고 친척 아저씨뻘 되는 이인규(李寅奎)의 양자가 되었다. 배재고등보통학교를 졸업하고 연희전문학교 상과에 진학한다.
가정 형편이 어려웠으나 양아버지 이인규의 전폭적인 후원 하에 연희전문학교 상과를 다니다가 윤심덕과 만나 친해졌고, 이어 나중에 자신의 매부가 된 김성흠을 만났다. 두 사람은 연희전문 악대부에서 함께 활동했으며, 이철은 악대부의 리더로도 활약했다.
그러나 연희전문을 중퇴한 뒤 악기를 다루는 취미를 살려 1924년부터는 영화관에서 색소폰과 트럼펫을 연주하는 악사로 근무했다.
그는 악사로 일하면서 음악 서적을 전문적으로 발행하는 백장미사를 경영하기도 했고, 부인과 함께 음반 도매상을 운영했다. 이철의 부인은 배정자의 첫 남편 현영운의 차녀인 현송자이다.

### 불륜과 기회
현영운의 딸 현송자는 대한제국 당시 학부 학무국장을 지낸 윤치오의 후처로 출가했으나, 이철과의 불륜으로 이혼당한 뒤 교회에서 쫓겨났다.
이철은 연희전문학교 입학 직전에 같은 교회 신도로 현송자를 처음 만났다. 현송자는 대한제국 고위 관료의 딸이자, 마지막 황제 순종의 황후를 배출한 사회적 영향력이 상당했던 윤씨 일족의 부인이었고, 빼어난 미모와 일본 유학 경험을 바탕으로 한 당시 사교계 유명 인사이기도 했다.
4년 연상에 남편까지 있는 현송자와 이철이 서로 교우가 아닌 이성으로 느끼게 된 과정은 세세히 알 수 없지만, 두 사람의 은밀한 사랑은 1930년 들어 결국 세간에 알려지고 말았다. 이철과 현송자는 모두 교회와 학교에서 쫓겨나는 일생일대의 위기를 맞았다.
그러나 현송자는 트로이카 라는 술집을 운영하다가 이철과 재혼한다. 이후 새 남편이 된 이철의 음악 사업을 적극 도왔다.
이철은 현송자의 힘으로 기회를 만들었다. 현송자는 이철이 그동안 쌓아온 음악 관련 경력을 고려해, 일본 유학 시절의 인맥을 총동원하여 그가 음반회사 지점을 운영할 수 있도록 주선했고, 그 결과 이철의 오케레코드가 1933년 세상에 등장하게 된 것이다.

### 음반 사업
1930년대에는 경성부에서 음반제작사 오케레코드를 설립하였는데, 일본의 제국축음기상회와 관련을 맺기는 했지만 한국인이 세우고 독자적으로 운영한 최초의 음반회사로 평가된다. 오케레코드사에는 김성흠도 기술적인 도움을 주며 참가했다.
이철은 음반 발매 뿐 아니라 전속 예술인들을 공연에 활용할 수 있도록 조선악극단을 설립, 운영하여 한국 대중예술사 초창기에 연예 매니지먼트 측면에서 중요한 역할을 하였다. 고복수, 손목인, 이난영, 김정구, 남인수, 이화자, 장세정, 이인권, 조명암 등 수많은 인기 가수와 작곡가, 작사가들을 그가 발굴한 것으로 알려져 있다. 1935년 이난영의 〈목포의 눈물〉로 신드롬을 일으키는 등 탁월한 흥행감각으로 사업은 성공적이었다.

### 생애 후반
1936년에 오케레코드의 본사인 일본의 제국축음기주식회사가 이철의 지사장 직위를 박탈하고 문예부장으로 강등시켰다. 이 일을 계기로 음반 제작에서 손을 뗀 뒤 오케그랜드쇼단, 조선악극단, 신생악단 등을 운영하며 공연단 운영에 전념하였다.
일제 강점기 말기에 태평양 전쟁 지원을 위해 가요계가 전시가요를 부르고 공연하면서 친일 활동을 했을 때, 오케레코드의 인기 가수들이 포함된 이철의 악단도 조선과 만주, 상하이 등지를 순회하며 인기를 끌었다. 친일 연극과 공연의 지방순회를 위해 조선연극문화협회가 조직한 이동극단 제2대 대표를 맡기도 했다. 1944년에 만주 공연 중 건강이 악화되어 귀국했다가 사망했다.

### 사후
2008년 발표된 민족문제연구소의 친일인명사전 수록예정자 명단 음악 부문에 포함되었으며 2009년 친일반민족행위진상규명위원회가 발표한 친일반민족행위 705인 명단에도 포함되었다.

## 가족 관계
- 부인 : 현송자(玄松子)
  - 장인 : 현영운(玄暎運)
  - 장모 : 배정자(裵貞子)

## 같이 보기
- 오케레코드
- 현영운
- 현송자
- 윤치오
- 배정자
- 배구자
- 김성흠
- 김정구

## 참고자료
- 강옥희,이영미,이순진,이승희 (2006년 12월 15일). 《식민지시대 대중예술인 사전》. 서울: 소도. 284~285쪽쪽. ISBN 9788990626264.
- 이동순 (2003년 7월). “[발굴비화] 日帝시대「조국의 노래」를 지켜 냈던 이철의 삶과 예술 그리고 조국”. 《월간조선》. [깨진 링크(과거 내용 찾기)]
- 이준희 〈조선 가요계를 풍미한 마이더스의 손, 이철〉, 《보보담》